# Parc national de Kon Ka Kinh
Le parc national de Kon Ka Kinh est un parc national des provinces de Gia Lai et Kon Tum, Tây Nguyên, Viêtnam. Ce parc protège un espace naturel multiforme et aussi les amonts des fleuves de Ba et Pne, deux fleuves importants fournissant les eaux des plantations de café de la région de Tây Nguyên.
Le parc national de Kon Ka Kinh fut établi par le premier ministre vietnamien, décision 167/2002/QĐ-TTg le 25 novembre 2002 sur la base de la réserve sauvage de Kon Ka Kinh. Le parc est aussi un site touristique. À l'ouest du parc se trouve l'usine hydroélectrique de Yaly.